# Hope For The Future
«Hope For The Future» en español «Esperanza para el futuro» es una canción del músico británico Paul McCartney, publicada como sencillo el 8 de diciembre de 2014. La canción fue escrita para el juego de vídeo ‘Destiny’.

## Composición
Esta canción fue especialmente creada para la banda sonora del videojuego Destiny, sin embargo fue tan bien recibida por sus fanáticos que el ex beatles decidió lanzarla como sencillo. 
Al respecto, McCartney comentó:
"Cuando se está escribiendo algo así como 'Esperanza para el futuro', que está hecho de encargo, es como hacer un retrato de alguien. Usted tiene que usar su imaginación y trabajar en lo que necesitan, lo que van a querer y luego lo que quiera darles."

## Publicación
El 8 de diciembre fue publicado en el canal de Vevo de McCartney el videoclip donde se ve a Paul en forma de holograma cantando mientras aparecen los personajes de juego. Fue hasta el 2015 cuando se decidió lanzar el sencillo en formato EP junto a otras tres tomas de la canción. A su vez, el EP fue publicado por "HearMusic" para "Concord Music" (aunque erróneamente el sitio web "All Music" afirma que el disco fue publicado por "HearMusic" para "Virgin Records"), mientras que el tema principal fue producido por Giles Martin y Paul McCartney. Además, el disco incluía una tarjeta con un código para descargar los temas en formato MP3 gratuito mediante el sitio oficial de Paul McCartney.
La canción fue publicada en el álbum Pure McCartney de 2016.

## Lista de canciones
La siguiente es la lista de canciones tal cual aparecen en el EP "Hope for the Future". Curiosamente, el sitio web "All Music" dio a conocer una lista de canciones con un orden diferente al del álbum:
Lado A:
1. "Hope for the Future" (Main) - 4:10.
2. "Hope for the Future" (Thrash) - 2:57.
3. "Hope for the Future" (Mirwais Mix) - 4:26.
Lado B:
1. "Hope for the Future" (Beatsession Mix) - 6:01.
2. "Hope for the Future" (Jaded Mix) - 5:35.

## Músicos
- Paul McCartney: Voces, guitarra y piano.

- Rusty Anderson: Guitarra eléctrica.

- Brian Ray: Bajo.

- Abe Laboriel Jr.: Batería.

- Paul "Wix" Wickens: Teclados.

- Toby Pitman: Teclados adicionales, programación y batería adicional.

- Carmine Dale: Chelo.

- Libera Boys Choir: Coro.